# Angelikí Karapatáki
Angelikí Karapatáki (en grec moderne : Αγγελική Καραπατάκη), née le 19 février 1975 à Athènes, est une joueuse de water-polo internationale grecque. Elle remporte la médaille d'argent lors Jeux olympiques d'été de 2004 avec l'équipe de Grèce.

## Palmarès

### En sélection
- Grèce
  - Jeux olympiques :
    - Médaille d'argent : 2004.